# Николај Чернишевски
Николај Гаврилович Чернишевски (рус. Никола́й Гаври́лович Черныше́вский; Саратов, 24. јул 1828 — Саратов, 29. октобар 1889) је био руски писац, публициста, филозоф-утописта, револуционар, научник и књижевни критичар и социјалиста (виђен од стране неких као утопијски социјалиста). Био је вођа револуционарног демократског покрета 1860-их и имао утицаја на Лењина, Ему Голдман и српског политичког писца и социјалисту, Светозара Марковића. Његово најпознатије и најзначајније дело је роман „Шта да се ради?“ (рус. Что делать?).
Писао је романе, приповетке, повести, књижевне критике, мемоаре и разне филозофске и естетичке трактате.
Дубоко је проучио дела француских материјалиста, енглеску политичку економију, Хегелову дијалектику и Фојербахов материјализам.

## Живот
Чернишевски је рођен 24. јулa 1828. у Саратову, као син свештеника, и живео у родном месту до 1846. Завршио је локалну богословију где је научио енглески, немачки, француски, италијански, латински, грчки и старословенски. Тамо је и стекао љубав према књижевности. На Универзитету Санкт Петербург се често борио да загреје своју собу. Водио је дневник о ситницама, као на пример о броју суза које је пролио над мртвим пријатељем. За време универзитетских дана постао је атеиста. Био је инспирисан делима Лудвига Фојербаха и Шарла Фуријеа. Након дипломирања на универзитету 1850, предавао је књижевност у гимназији у Саратову. Од 1853. до 1862. живео је у Санкт Петербургу и постао главни уредник часописа Савременик, у коме је објављивао своје књижевне критике и есеје из области филозофије.
1862. године, он је био ухапшен и затворен у тврђави Светог Петра и Павла, где је написао своје чувено дело Шта да се ради? Роман је био инспирација многим каснијим руским револуционарима, који су се угледали на Рахметова, јунака романа, који је у потпуности био посвећен револуцији, аскета у својим навикама и немилосрдно дисциплинован до те тачке да спава у кревету од ексера и једе живо месо како би скупио снагу за револуцију. Међу онима који су били испирисани овим романом био је и Лењин, који је написао дело политичке теорије са истим именом. 1862. осуђен је на грађанско извршење казне (1864—1872), а затим на робију и изгнанство у Виљујск, Сибир (1874-1883), где је и умро.

## Идеје и утицај
Чернишевски је оснивач народизма, руског популизма и учесник револуционарног преврата аутократије и стварања социјалистичког друштва заснованог на старим сељачким комунама.
Идеје Чернишевског биле су под великим утицајем Херцена, Бјелинског и Фојербаха. Он је видео класну борбу као средство кретања друштва напред и залагао се за интересе радних људи. По његовом мишљењу, масе су главни творац историје. Постао је познат по изразу “горе боље”, који је користио да би указао на то да што су гори социјални услови сиромашних, то је већа шанса да ће они покренути револуцију.
Постоје они који воде расправе, према речима професора Јозефа Франка, „да је дело Чернишевског Шта да се ради?, далеко више од Марксовог Капитала утицало на емоционалну динамику која је на крају кулминирала руском револуцијом“.
Достојевски је био бесан због онога што је видео као наивност политичких и психолошких идеја изражених у књизи и написао „Записе из подземља“ углавном као реакцију на књигу.
Роман „Шта да се ради?“ написао је 1863 .године током боравка у затвору због субверзионог деловања против државе.Он прича причу о Вери Павловној, жени која жели да се ослободи и еманципује од конзервативног и репресивног царистичког режима

## Педагошки погледи
Питањима васпитања Чернишевски посвећује доста пажње, чврсто уверен да само револуција може решити проблеме народног просвећивања. У класном друштву, они на власти неће се добровољно одрећи плодова науке, културе и просвете у корист сиромашних. Због тога је Чернишевски, у алегоричној књижевној форми(због цензуре), у својим делима објашњавао задатке школе и васпитања. У својим списима Чернишевски је истицао да је школска настава његовог времена пуна „глупог педантизма, који више заглупљује ученике него што им користи". Он напада схоластицизам и одвајање школе од живота, где се настава у школи своди на гомилу непотребних „ситних бесмислица".
Циљ васпитања је, по Чернишевском, припремити поштеног, трудољубивог и образованог човека и грађанина, који воли своју домовину и активно учествује у њеном јавном животу. Васпитањем треба развијати широко и дубоко научно образовање, самостално мишљење, чврсту вољу и тако изградити човека да служи општем добру.
У погледу садржаја наставе и метода, Чернишевски и Доброљубов у први план стављају умно васпитање чији би задатак био материјално схватање света, ослобођеног било каквог утицаја религије и усвајање основа науке. Чернишевски је тумачио умне разлике међу људима историјским развојем, различитим животним условима и различитим васпитањем. Пажњу је усмерио на средину, која се може изменити, али није био свестан да се тиме мења и човек.
У време жестоких спорова између поборника класичног и реалног образовања, Чернишевски је јасно увидео недостатке једне и друге концепције.недостаци класичног образовања су били: потпуно недостајање знања из природних наука, одвојеност школе од живота и формализам у настави, а недостаци реалног образовања, како се оно схватало у оно време, било је снижење његовог општег образовања услед укључивања многих примењених предмета у наставне планове реалних школа. Чернишевски је био заступник општег образовања, на основу којег се касније изграђује професионално образовање.
Говорећи о наставним принципима и методама, залаже се да настава буде васпитна, уз коришћење очигледности у настави, уз већу самосталност ученика и боље повезивање наставних садржаја са животом. Све ово треба да прате адекватни уџбеници, који би били на висини науке свог времена. Они треба да буду писани популарно, јасно, тачно и сажето, а приступачни дечијем схватању. У вези са ауторитетом и дисциплином у васпитању, Чернишевски се залаже за поштовање личности детета и противник је сваког насиља над њим. Он се родитељима обраћа с позивом; „Не сметајте деци да постају паметни и поштени људи, то је основни захтев данашње педагогије". И поред оваквог става, Чернишевски није био на позицијама слободног васпитања и није идеализовао дечју природу, напротив, руководећу улогу у васпитању додељује одраслима, истичући „да се развој деце одређује квалитетима старијег покољења".

## Дела
- Aesthetic Relations of Art to Reality  From:Russian Philosophy Volume II: The Nihilists, The Populists, Critics of Religion and Culture, Quadrangle Books 1965;
- Essays on the Gogol Period in Russian Literature
- Critique of Philosophical Prejudices Against Communal Ownership
- The Anthropological Principle in Philosophy
- What Is to Be Done? (1863), роман
- Prologue: A Novel for the Beginning of the 1860s (1870), роман
- The Nature of Human Knowledge